# GPD1L
GPD1L (англ. Glycerol-3-phosphate dehydrogenase 1 like) – білок, який кодується однойменним геном, розташованим у людей на короткому плечі 3-ї хромосоми.  Довжина поліпептидного ланцюга білка становить 351 амінокислот, а молекулярна маса — 38 419.
| 10         |  | 20         |  | 30         |  | 40         |  | 50         |
| ---------- |  | ---------- |  | ---------- |  | ---------- |  | ---------- |
| MAAAPLKVCI |  | VGSGNWGSAV |  | AKIIGNNVKK |  | LQKFASTVKM |  | WVFEETVNGR |
| KLTDIINNDH |  | ENVKYLPGHK |  | LPENVVAMSN |  | LSEAVQDADL |  | LVFVIPHQFI |
| HRICDEITGR |  | VPKKALGITL |  | IKGIDEGPEG |  | LKLISDIIRE |  | KMGIDISVLM |
| GANIANEVAA |  | EKFCETTIGS |  | KVMENGLLFK |  | ELLQTPNFRI |  | TVVDDADTVE |
| LCGALKNIVA |  | VGAGFCDGLR |  | CGDNTKAAVI |  | RLGLMEMIAF |  | ARIFCKGQVS |
| TATFLESCGV |  | ADLITTCYGG |  | RNRRVAEAFA |  | RTGKTIEELE |  | KEMLNGQKLQ |
| GPQTSAEVYR |  | ILKQKGLLDK |  | FPLFTAVYQI |  | CYESRPVQEM |  | LSCLQSHPEH |
| T          |  |            |  |            |  |            |  |            |

A: Аланін

C: Цистеїн

D: Аспарагінова кислота

E: Глутамінова кислота

F: Фенілаланін

G: Гліцин

H: Гістидин

I: Ізолейцин

K: Лізин

L: Лейцин

M: Метіонін

N: Аспарагін

P: Пролін

Q: Глутамін

R: Аргінін

S: Серин

T: Треонін

V: Валін

W: Триптофан

Кодований геном білок за функціями належить до оксидоредуктаз, фосфопротеїнів. 
Задіяний у такому біологічному процесі як поліморфізм. 
Білок має сайт для зв'язування з НАД. 
Локалізований у цитоплазмі.